# Кинотавр (футбольный клуб)
«Кинота́вр» — российский футбольный клуб из Подольска, Московская область. Был взят под патронаж Марком Рудинштейном, организатором одноимённого кинофестиваля.
Клуб был основан в 1991 году подольским детским тренером Юрием Алексеевичем Морозовым (который уже тогда сумел ввести команду под патронаж Рудинштейна), до 1992 года назывался «Подмосковье» и выступал в зональном турнире Чемпионата РСФСР среди КФК, где занял 12-е место из 17 (игры — 32, победы — 8, ничьи — 8, поражения — 16, мячи — 52-74, очки — 24).
В сезоне 1991 года состоялся оплаченный тогдашним главным спонсором выезд команды в Бразилию, где она провела несколько товарищеских матчей с местными любительскими коллективами.
За команду в том году выступали: Чубуков Алексей, Меркулов Владимир, Ватагин Сергей, Мартынов Михаил, Киселев Алексей, Колупаев Игорь, Боев Алексей, Московкин Игорь, Нечаев Виталий, Сафронов Андрей, Масленников Дмитрий, Ярмоленко Евгений, Хромов Юрий, Соколов Вячеслав, Волков Валерий, Лютиков Николай, Плутов Сергей, Морозов Юрий (играющий главный тренер), Бартенев Николай.
В 1992 году команда поменяла название на «Кинотавр» и заявилась во вторую лигу российского футбола.
Помимо молодых игроков, воспитанников подмосковных футбольных школ, в команду пришли и футболисты, имеющие опыт выступления за профессиональные команды (А. Рожков — «Торпедо-дубль», О. Мороз — «Титан» Реутов, Н. Кривов — «Багдадчи», М. Маркин — «Пресня» и др.), но предсезонная подготовка проходила в тренировках на снегу, малогабаритных подольских залах и в нечастых играх в московских манежах. Сборы команда проводила в доме отдыха «Бугорок» близ Растуново Московской области, где даже не было полноценного футбольного поля. В итоге команда оказалась не готовой к конкуренции на профессиональном уровне, вслед за первыми поражениями (уже в начале первенства) прекратилось финансирование команды Марком Рудинштейном. Домашние игры «Кинотавр» проводил на стадионе «Труд» в Подольске. Доигрывала команда сезон на средства, изысканные лично Юрием Морозовым, в итоге в 40 матчах лишь 2 победы и всего 4 очка.
В профессиональных соревнованиях клуб участвовал в 1992 году. В турнире 3 зоны второй лиги занял последнее, 21 место — в 40 матчах одержал две победы, потерпел 38 поражений, разница мячей 25-147.
Лучшим бомбардиром стал Сабир Хамзин — 5 голов. 
В Кубке России в первом же матче в 1/256 финала проиграл дублю ЦСКА 2:3.